# Talsperre Vír I
Die Talsperre Vír I (tschechisch: Vodní nádrž Vír I oder auch: Vírská přehrada) ist eine Trinkwassertalsperre in Tschechien. Sie liegt sechs Kilometer nordöstlich von Bystřice nad Pernštejnem oberhalb der Einmündung der Bystřice.

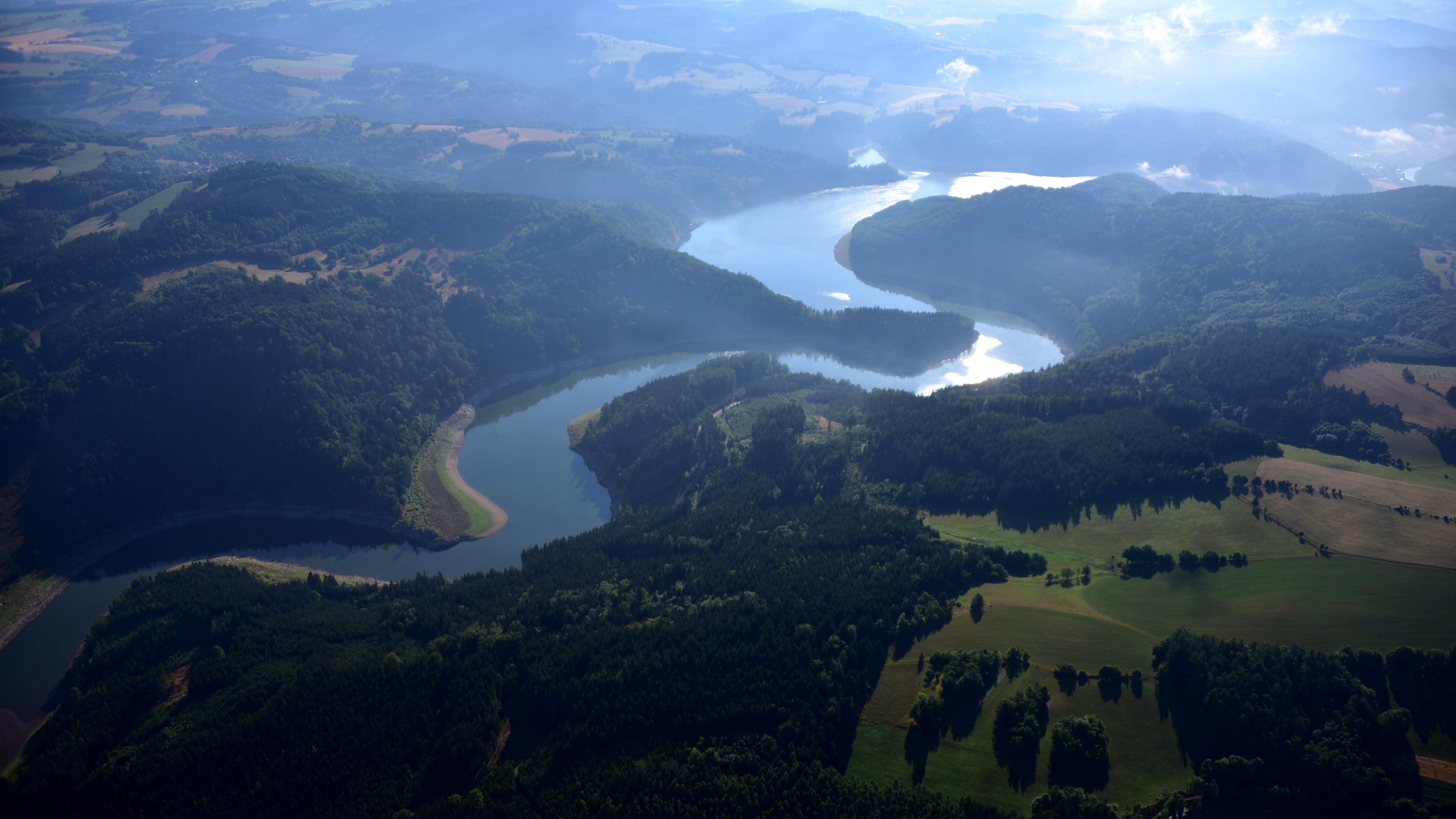
Talsperre Vír I, Luftaufnahme (2018)

## Geschichte
Erste Pläne zur Errichtung einer Talsperre entstanden nach dem Hochwasser vom 15. März 1940. Der Bau der Talsperre an der Svratka begann im Jahre 1947. Bis zur Vollendung wurden die Gemeinde Chudobín und die Ortschaften Hamry und Korouhvice abgetragen und 1958 überflutet. Seit den 1970er Jahren dient die Talsperre der Trinkwasserversorgung. Die Talsperre Vír I hat einen Stauraum von 56.193.000 m³ und eine Fläche von 223,5 ha.
1992 wurde die Umgebung der Talsperre zur Wasserschutzzone 1. Ranges erklärt und die am See gelegenen Feriensiedlungen Vírovka und Ingstav mussten aufgelöst werden. Baden und Angeln ist in dem Stausee nicht mehr erlaubt. Unterhalb befindet sich die Talsperre Vír II.